# Al Secord
Alan William „Al“ Secord (* 3. März 1958 in Sudbury, Ontario) ist ein ehemaliger kanadischer Eishockeyspieler, der im Verlauf seiner aktiven Karriere zwischen 1975 und 1990 sowie 1994 und 1996 unter anderem 868 Spiele für die Boston Bruins, Chicago Black Hawks, Toronto Maple Leafs und Philadelphia Flyers in der National Hockey League (NHL) auf der Position des linken Flügelstürmers bestritten hat. Seinen größten Karriereerfolg feierte Secord, der zweimal am NHL All-Star Game teilnahm, auf internationaler Ebene im Trikot der kanadischen U20-Nationalmannschaft mit dem Gewinn der Silbermedaille bei der Junioren-Weltmeisterschaft 1977.

## Karriere
Secord gelangte über die Wexford Warriors aus der Metro Junior A Hockey League im Jahr 1975 in die Ontario Major Junior Hockey League (OMJHL). Dort war er bis 1978 für die Hamilton Fincups aktiv, die nach einem Umzug in der Saison 1976/77 für ein Jahr unter dem Namen St. Catharines Fincups firmierten. Mit den Fincups gewann der Stürmer bereits in seiner Rookiesaison das Double aus dem J. Ross Robertson Cup der OMJHL sowie den Memorial Cup des Dachverbands Canadian Hockey League (CHL). Im Anschluss an sein drittes OMJHL-Jahr wurde Secord im NHL Amateur Draft 1978 bereits in der ersten Runde an 16. Gesamtposition von den Boston Bruins aus der National Hockey League (NHL) ausgewählt.
Gleich zur Saison 1978/79 schaffte der Angreifer den Sprung in die NHL und war in den folgenden zweieinhalb Jahren Stammspieler der Bruins. Dennoch zeigte sich Bostons Management mit der Entwicklung ihrer einstigen Erstrundenwahl nicht zufrieden. Nach lediglich drei Torvorlagen in 18 Einsätzen zu Beginn der Saison 1980/81 transferierten sie ihn im Tausch für Mike O’Connell zu den Chicago Black Hawks. Im Trikot der Black Hawks entwickelte sich der talentierte Power Forward gut. Im restlichen Verlauf der Spielzeit steigerte er seine Punktausbeute mit 22 Punkten aus 41 Spielen deutlich. In der Folge fügte sich Secord immer besser ins Mannschaftsgefüge Chicagos ein. In einer Sturmreihe mit Denis Savard und Steve Larmer sammelte in den folgenden beiden Spieljahren 75 und 86 Scorerpunkte, dazu absolvierte er eine Saison davon mit 54 Toren. Zudem vertrat er sein Team in beiden Jahren im NHL All-Star Game. Danach folgten zwei von Verletzungen geprägte Spielzeiten, so dass er in der Saison 1983/84 aufgrund einer Muskelabrisses nur 14 Spiele absolvierte und im Jahr darauf wegen eines Muskelfaserrisses ebenfalls nur auf 51 Spiele kam. Erst in der Saison 1985/86 fand er mit 76 Punkten zu seiner alten Form zurück.
Nach insgesamt sechseinhalb Jahren im Trikot der Chicago Blackhawks wurde Secord im Spätsommer 1987 mit Eddie Olczyk zu den Toronto Maple Leafs transferiert. Chicago sicherte sich im Gegenzug die Dienste von Rick Vaive, Steve Thomas und Bob McGill. In seiner kanadischen Heimat fand der Offensivspieler aber lediglich für eineinhalb Jahre eine neue sportliche Heimat, da er im Februar 1989 im Tausch für ein Fünftrunden-Wahlrecht im NHL Entry Draft 1989 an die Philadelphia Flyers abgegeben wurde. Für die Flyers bestritt er bis zum Saisonende 34 Spiele, davon 14 in den Playoffs. Danach kehrte er im Sommer 1989 als Free Agent zu den Chicago Blackhawks zurück, wo er nach der Saison 1989/90 seine Karriere im Alter von 32 Jahren für beendet erklärte.
Nach seinem Rücktritt pausierte Secord insgesamt vier Jahre, ehe er im Herbst 1994 auf die Eishockeybühne zurückkehrte und sein Comeback bei den Chicago Wolves in der International Hockey League (IHL) feierte. Der mittlerweile 36-Jährige absolvierte zwei Spielzeiten im Trikot der Wolves und stand dabei in 118 Partien für das Team aus seiner Wahlheimat auf dem Eis. Anschließend nutzte er seine Pilotenausbildung, die er im Sommer 1985 begonnen hatte, und ließ sich von American Airlines einstellen.

### International
Auf internationaler Ebene vertrat Secord sein Heimatland Kanada mit der U20-Nationalmannschaft bei der Junioren-Weltmeisterschaft 1977 in der Tschechoslowakei und mit der A-Nationalmannschaft bei der Weltmeisterschaft 1987 in österreichischen Landeshauptstadt Wien. Dabei gewann der Stürmer im Jahr 1977 die Silbermedaille mit der U20-Auswahl. Zum Medaillengewinn steuerte er in sieben Turnierspielen vier Scorerpunkte bei. Bei der Weltmeisterschaft 1987 verpassten die Kanadier mit dem vierten Platz einen Medaillengewinn.
Darüber hinaus gehörte er beim Canada Cup 1984 zum kanadischen Reservekader und blieb dabei ohne Einsatz.

## Erfolge und Auszeichnungen
- 1976 J.-Ross-Robertson-Cup-Gewinn mit den Hamilton Fincups
- 1976 Memorial-Cup-Gewinn mit den Hamilton Fincups
- 1982 Teilnahme am NHL All-Star Game
- 1983 Teilnahme am NHL All-Star Game

### International
- 1977 Silbermedaille bei der Junioren-Weltmeisterschaft

## Karrierestatistik

### International
Vertrat Kanada bei:
- Junioren-Weltmeisterschaft 1977
- Weltmeisterschaft 1987

(Legende zur Spielerstatistik: Sp oder GP = absolvierte Spiele; T oder G = erzielte Tore; V oder A = erzielte Assists; Pkt oder Pts = erzielte Scorerpunkte; SM oder PIM = erhaltene Strafminuten; +/− = Plus/Minus-Bilanz; PP = erzielte Überzahltore; SH = erzielte Unterzahltore; GW = erzielte Siegtore; 1 Play-downs/Relegation; Kursiv: Statistik nicht vollständig)